# Zorn (Adelsgeschlecht)

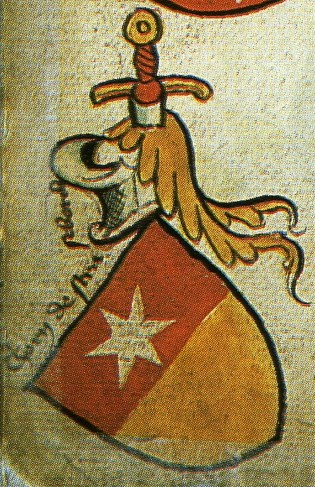
Stammwappen der Zorn

Zorn ist der Name eines alten Straßburger Patriziergeschlechts, Münz-Hausgenossen zu Straßburg ab 1266. Die Familie zählt zu den ältesten Adelsgeschlechtern des Elsass.

## Geschichte
Die Zorn waren Stammesgenossen der Familie Riplin, die im Jahre 1197 mit Burcardus qui dicitur Riplin erstmals urkundlich erwähnt wird. Das Geschlecht war in der freien Reichsstadt Straßburg und im gesamten Elsass weit verbreitet. 1253 erscheinen als Söhne des Straßburger Ratsherren Hugo Ripelinus, mit dem auch die Stammreihe beginnt, Nicolaus, genannt Zorn (urkundliche Nennungen 1252–1295) und Rulin Ripel (1253–1305 urkundlich erwähnt).
Von Nikolaus Zorn, der 1258 Ratsherr und 1281 Burggraf von Straßburg wurde, stammen unter anderem die Zorn-Engelbrecht, Zorn-Hageneck, Zorn-Schultheiß, Zorn von Wiehersberg und die Zorn von Plobsheim ab. Benannt teils nach ihren Müttern, ihren Stammsitzen oder nach dem von ihnen verwalteten Straßburger Schultheißamt. Von Nikolaus Zorns Bruder Rulin, der 1263 zum 73. Bürgermeister von Straßburg ernannt wird, stammen die Rulenderin ab und durch seinen Sohn Hugo, Ritter ab 1300, die Zorn von Bulach.
Im Laufe der Zeit bildeten sich weitere Linien so unter anderem die Weißzorn, Zorn zum Riedt, Zorn zu Ryneck und Jungzorn. Das gleiche Wappenschild, aber verschiedene Helmkleinodien, trugen auch die Bilgerin von Ehrenheim, Schenck von Hagenau, Schöneck und Turant.
Die Namen Riplin (Rüpel) und Zorn lassen sich vermutlich auf eine heftige Gemütsart hindeuten, die auch in zahlreichen Fehden zum Austrag kam. Die heftigste war das Geschell vom 20. Mai 1332, einem blutigen Straßenkampf der Zorn mit einer anderen bedeutenden Adelspartei der Stadt Straßburg, den Müllenheim, in der sieben Edelleute der Zornschen Partei gefallen sind. Wegen der Rivalität der beiden Familien erhielt das Rathaus extra zwei Eingänge, einen für die Müllenheim und einen für die Zorn. Auch die beiden Ufer der Ill wurden nach diesen Familien benannt, das Quai Müllenheim und das Quai Zorn. Bis in das 18. Jahrhundert haben die Zorn im Straßburger Stadtrat eine hervorragende Rolle gespielt. In der Stadt und der Umgebung besaßen sie ausgedehnten Landbesitz und waren vornehm verschwägert.
Die Zorn von Bulach erhielten 1773 eine landesherrliche Bestätigung ihres gewohnheitsrechtlich getragenen Freiherrenstandes. Die Herren von Zorn gehörten im 16. und 17. Jahrhundert zur Reichsritterschaft im Ritterkanton Odenwald des fränkischen Ritterkreises. Angehörige der Linie Zorn von Bulach waren im 18. und 19. Jahrhundert im Ritterkanton Neckar-Schwarzwald, Bezirk Ortenau, des schwäbischen Ritterkreises und ab 1660 wegen des Besitzes bzw. Teilbesitzes von Enzheim, Gerstheim und Osthausen im Ritterkreis Unterelsass immatrikuliert. Mitglieder im Ritterkreis Unterelsass waren auch Angehörige der Linie Zorn von Plobsheim vom 17. bis zum 18. Jahrhundert.
In der Kirche St. Pierre Le Jeune in Straßburg ist eine Kapelle aus dem Jahr 1320 nach dem Geschlecht benannt.
Marie de Zorn gründete 1672 die Luxemburger Niederlassung der "Hospitalschwestern der heiligen Elisabeth", nachdem auf ihre Anfrage 1671 drei Schwestern aus dem Aachener Konvent kamen, welche sie  in ihrem Elternhaus, dem heutigen Staatsratsgebäude gegenüber der Michaelskirche, aufnahm. Von dort aus wurden zunächst Arme und Kranke in ihren jeweiligen Häusern gepflegt. Bereits am 25. Juli 1672 bezog die Gemeinschaft zunächst das Sankt Johannes-Hospital, dem heutige Nationalmuseum für Naturgeschichte, und ab 1843 das Bürgerhospital im Stadtviertel Pfaffenthal, ein leergewordenes Kloster der Klarissen. Seit 1916 besitzt der Orden ein eigenes Mutterhaus, zu dem bis heute ein Generalat und ein Konvent gehören. Inzwischen gibt es zahlreiche Niederlassungen im gesamten Großherzogtum und in der benachbarten Großregion, sowie zeitweise Missionen in Afrika. Die moderne Elisabeth-Gruppe verwaltet heute mehrere Krankenhäuser und Altersheime, sowie einen mobilen Pflegedienst. Nach Marie de Zorn ist eine Straße in der Stadt Luxemburg benannt.

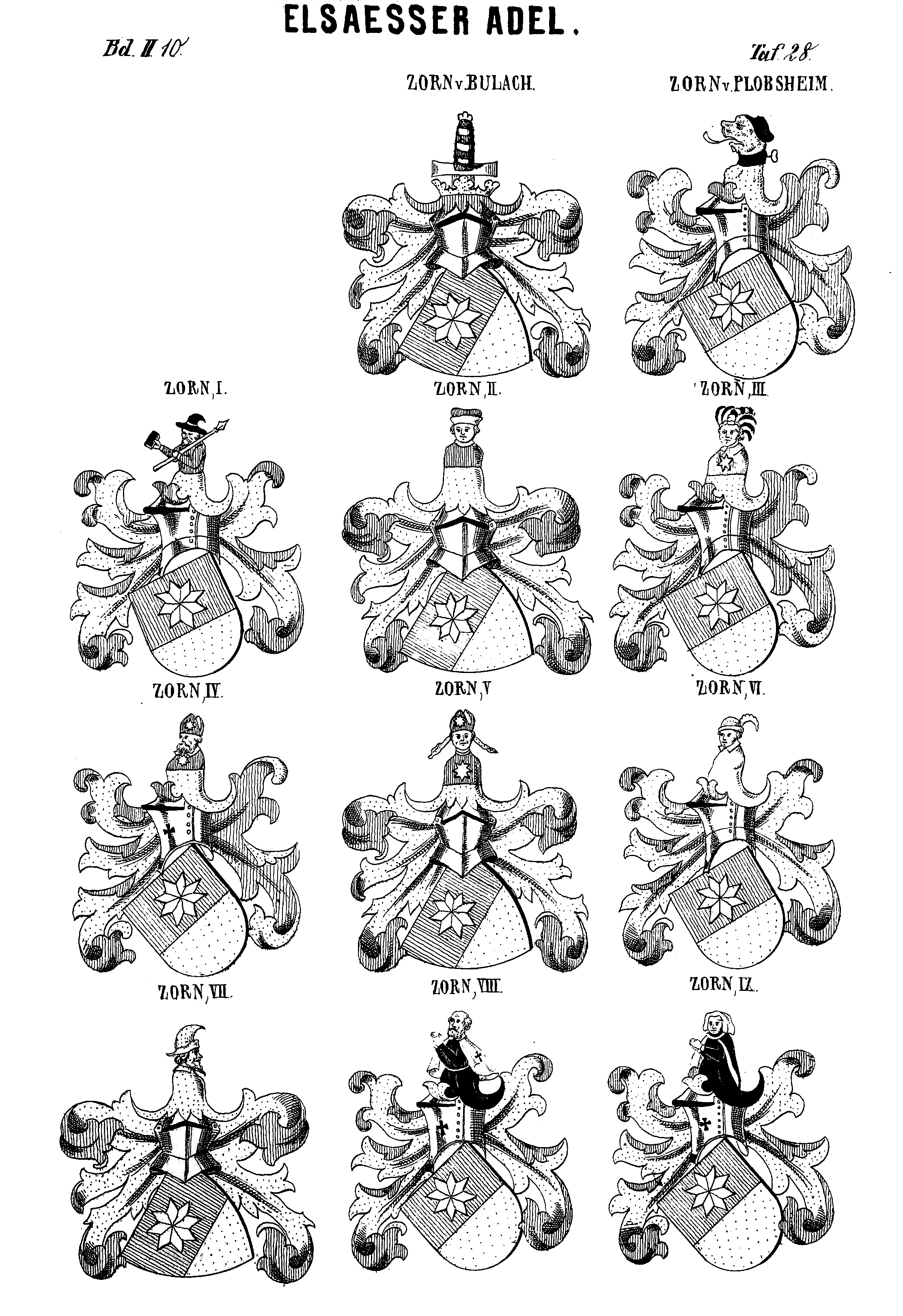
Wappen der Linien der Zorn mit Varianten der Helmzier

## Wappen

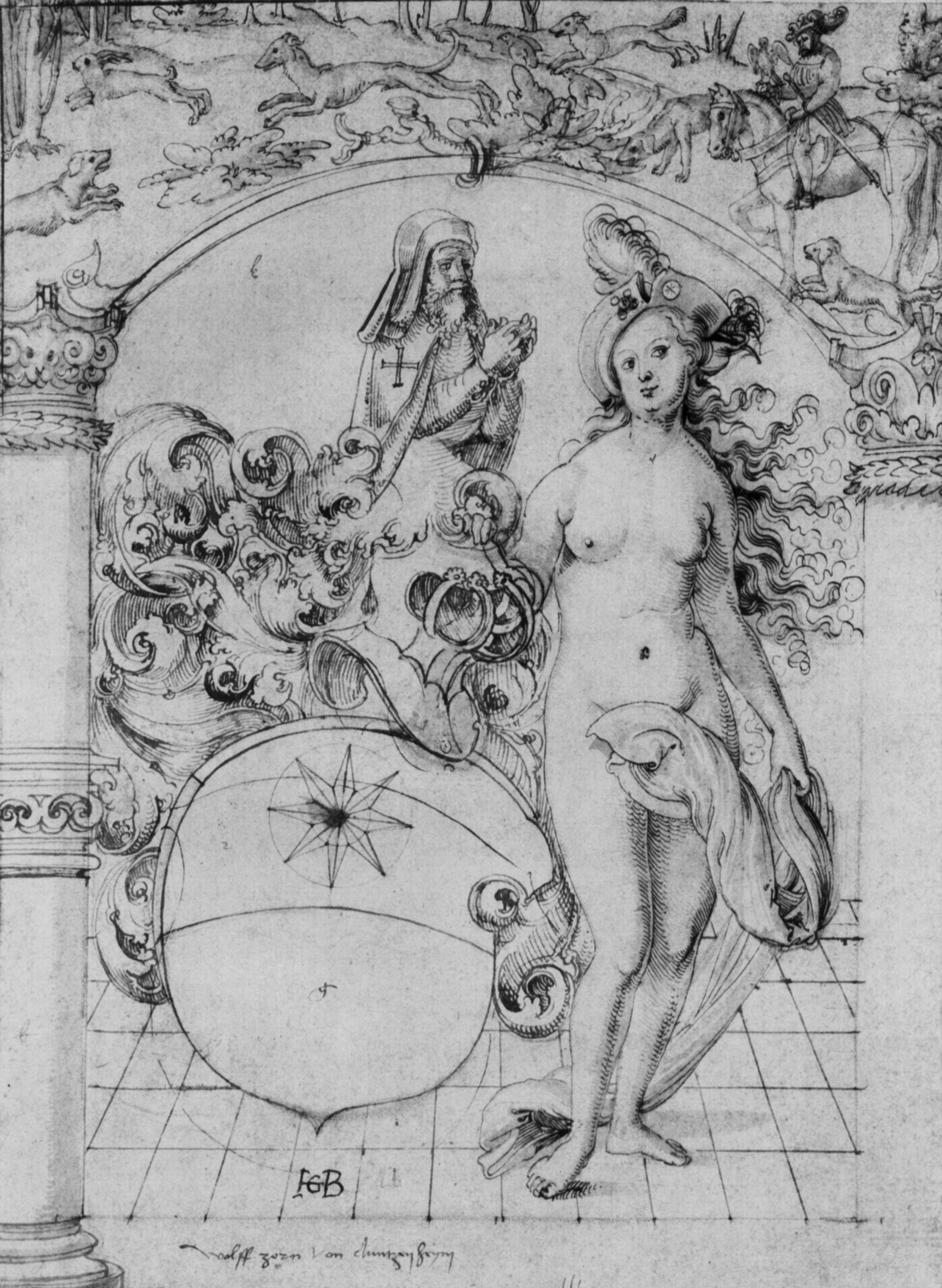
Wappen des Wolf Zorn von Dunzenheim (gezeichnet von Hans Baldung Grien, um 1522), mit Pilger als Helmzier

Das Stammwappen ist von Rot und Gold geteilt, oben ein silberner achtstrahliger Stern. Auf dem Helm ist ein gestürzter goldener Schwertgriff. Die Helmdecken sind rot-golden.
Bei den Zorn von Plobsheim zeigt eine barocke Variante, die persönliche eines Johanniterordenritters, den Schild durch ein silbernes Kreuz geviert: das erste und vierte Feld zeigt den silbernen Stern in Rot, das zweite und dritte Feld ist golden und ledig.
Ansonsten ist der Schild der Zorn von Plobsheim auch wie der Stammwappenschild bezeichnet, wie der Schild der anderen Linien der Zorn auch, die sich nur in der Helmzier von dem Stammwappen unterscheiden. So ist zum Beispiel die Helmzier der Plobsheimer Linie ein Brackenrumpf, die der Dunzenheimer Linie ein wachsender Pilger.

## Namensträger

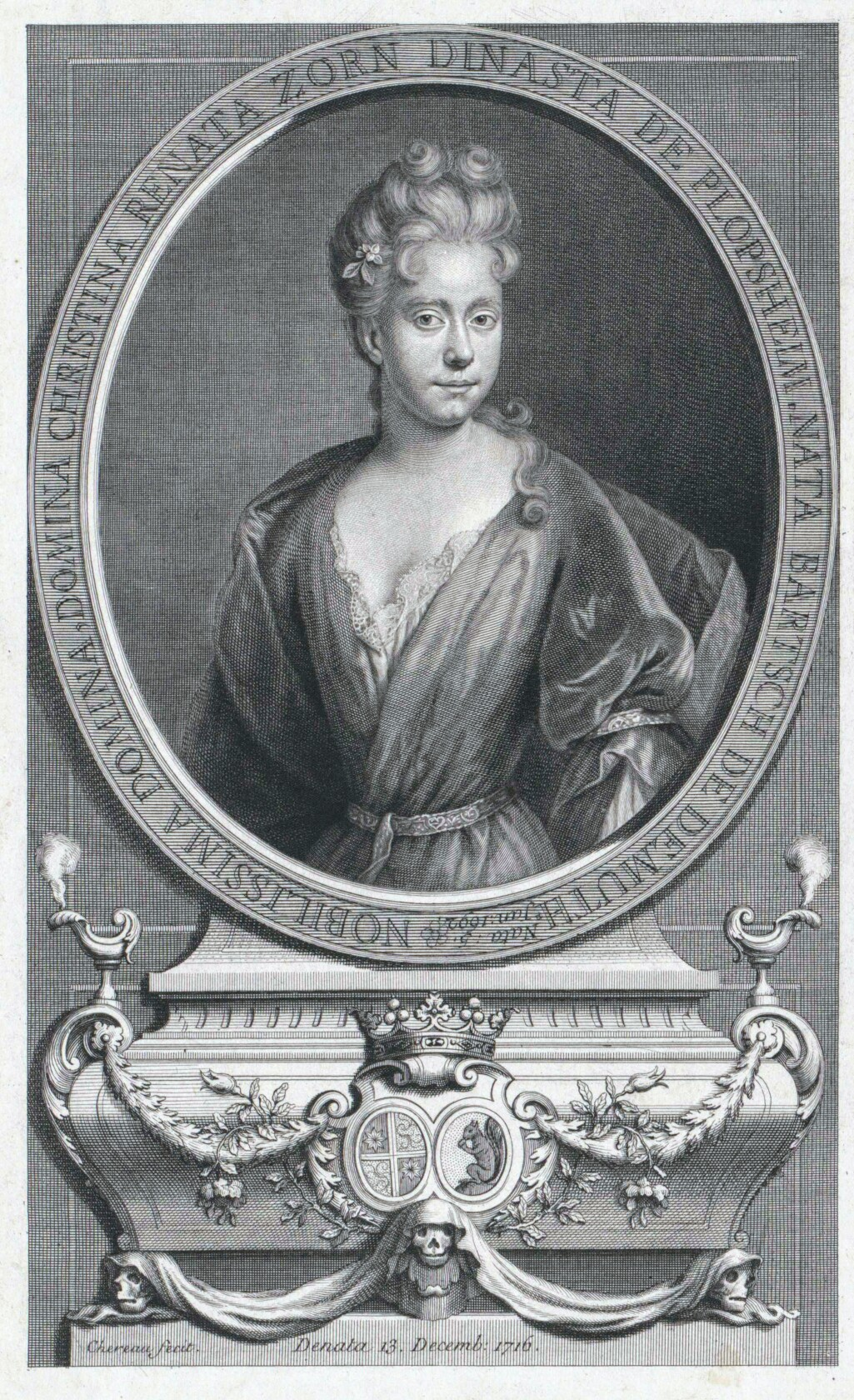
Christina Renata Zorn von Plobsheim, geborene Bartsch von Demuth (1692–1716), aus ermländischem Adelsgeschlecht

- François Zorn von Bulach (1828–1890), elsässischer Politiker
- Franz Zorn von Bulach (1858; † 1925), Weihbischof von Straßburg
- Hugo Zorn von Bulach (1851–1921), elsässischer Politiker und Reichstagsabgeordneter
- Wolf Christoph Zorn von Plobsheim (1655–1721), deutscher Architekt des Barock
- Marie Zorn, genannt Marie de Zorn, luxemburgische Ordensfrau der Elisabethinnen[4]